# Prelle
Pour les articles homonymes, voir Prelle (homonymie).

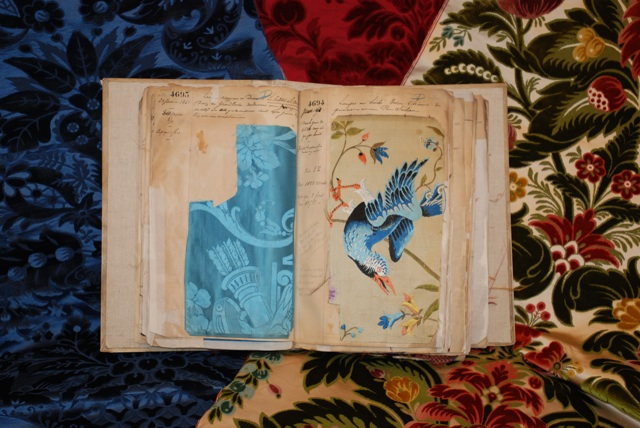
Livre année 1861 - Patron N°4694 Lampas nué broché

Prelle est une des plus anciennes manufactures lyonnaises d'étoffes pour ameublement et la seule qui soit restée une entreprise familiale.
Il existe très peu de monographies sur les maisons de soyeux lyonnaises, malgré leur importance pour l'Histoire de la ville. Prelle, de par la qualité de ses fonds conservés, a permis d'en constituer une.

## Historique
Créée en 1752 et installée à la Croix-Rousse depuis 1881, la manufacture change plusieurs fois de statut et de patronyme (De Chazelle, Desfarges, Bony, Bissardon, Corderier, Chuard, Le Mire, Lamy) avant de prendre, au début du XXe siècle, celui d'Eugène Prelle, l'un de ses dessinateurs, dont les héritiers gèrent aujourd'hui l'entreprise.

### XVIIesiècle
Depuis le XVIIIe siècle, fournisseur du garde meubles royal puis impérial, la manufacture livre brochés, lampas, velours ciselés, etc. aux princes d'Europe et jusqu'à la cour de Catherine II de Russie.

### XIXesiècle
Au XIXe siècle, elle multiplie les récompenses dans les grandes expositions internationales et, au début du XXe siècle, devient un partenaire incontournable des ensembliers de l'Art nouveau et de l'Art déco

#### La période Lamy
En 1866, la maison, alors Le Mire, est rachetée par Antoine Lamy qui s'associe successivement avec Giraud, puis Gautier. D'une renommée prestigieuse, elle est à cette période en grande difficulté financière. Antoine Lamy a auparavant gagné ses galons au sein de la Fabrique dans d'autres établissements. Avec sa propre maison de soieries, il accède aux plus hautes distinctions locales. Il devient membre de l'école supérieure de commerce et de tissage de Lyon. Il préside au cours de sa carrière plusieurs organisations professionnelles. Le couronnement de sa trajectoire a lieu en 1878, lorsqu'il obtient la légion d'honneur à la suite de ses résultats lors de l'exposition universelle. La même année, il devient également adjoint du maire du premier arrondissement de Lyon.

### XX etXXIesiècle

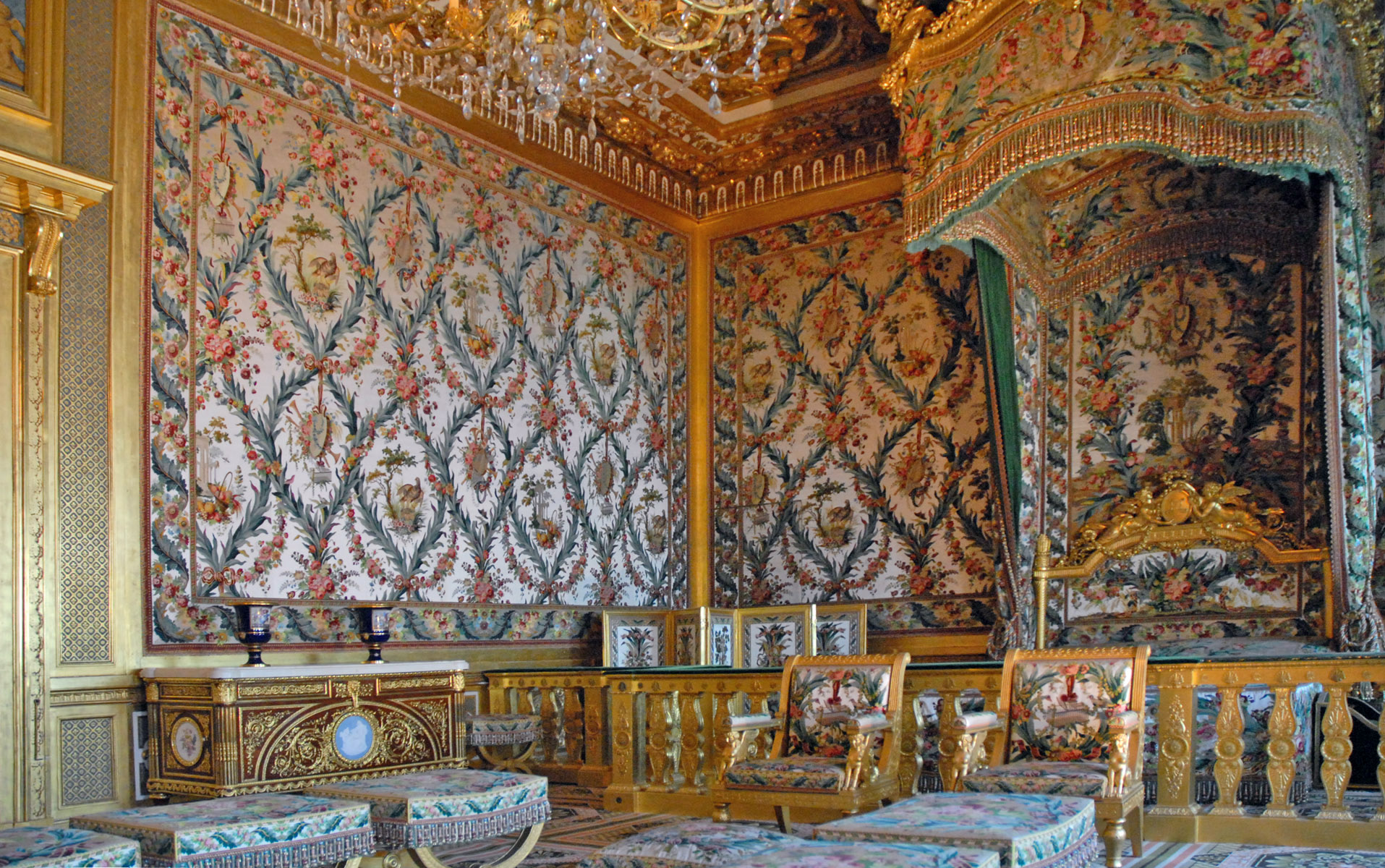
Le lampas broché de la chambre de l’Impératrice au château de Fontainebleau

Mais c'est surtout pour les grands chantiers de rénovation de la deuxième partie du XXe siècle que la manufacture est saluée. Cette vague de restauration a pour origine un programme de reconstitution des décors des châteaux royaux par l'État après la Seconde Guerre mondiale.
Entre 1946 et 1966, la firme travaille sur le retissage des tentures en brocart d'or, d'argent et de soie de la chambre du roi Louis XIV  et les tentures murales, les rideaux de fenêtre et de lit de la chambre de la Reine Marie-Antoinette au château de Versailles (29 années de recherches et de tissage au rythme de trois centimètres par jour). La recherche historique pour retrouver les motifs (un broché à plumes de paon en relief) et couleurs d'origine s'est appuyée sur les inventaires et un tableau représentant la reine.
Entre 1965 et 1969, la société Prelle restaure à l'identique du grand broché de la chambre de l'Impératrice au château de Fontainebleau). Les pièces de tissus de cet ensemble peuvent être attribuées, sans certitude à Philippe de la Salle. Les étoffes originales ont été fabriquées aux alentours de 1789. Cette dernière reconstitution soulève de grandes difficultés. Le dessin de 5,70 m sur 72 cm impose une mise en carte démesurée.
Enfin, en 2004, la manufacture Prelle participe à la restauration de l'Opéra Garnier en tissant les 670 m de tentures du grand Foyer, dessinées en 1874 par l'arrière-arrière-grand-père du dirigeant actuel.
L'exceptionnel fonds d'étoffes qu'elle conserve depuis plusieurs siècles et sa volonté de pérenniser son savoir-faire technique font d'elle l'une des dernières manufactures d'étoffes lyonnaises où cohabitent avec bonheur le tissage des métiers à bras et celui des métiers électroniques.

## voir aussi